# Йозлем Чънар
Йозлем Чънар (на турски: Özlem Çınar) е турска актриса, родена на 2 октомври 1974 година в град Истанбул, Турция. Завършва Тракийския университет в Одрин.

## Филмография
| Година                  | Филм         | Роля        | Бележки |
| ----------------------- | ------------ | ----------- | ------- |
| 2006 -2019, 2023 - 2025 | Опасни улици | Айлин Айдън |         |